# 隆傑克 (密蘇里州)
隆傑克（英語：Lone Jack）是位於美國密蘇里州傑克遜縣的城市。

## 人口
根據2020年美國人口普查的數據，隆傑克的面積為15.34平方千米，皆為陸地。當地共有人口1492人，而人口密度為每平方千米97人。